# Халелуја
„Халелуја“ је југословенски филм из 1971. године. Режирао га је Зоран Ратковић, а сценарио су писали Ђорђе Лебовић и Александар Обреновић.

## Улоге
| Глумац                | Улога |
| --------------------- | ----- |
| Предраг Ејдус         |       |
| Злата Јаковљевић      |       |
| Љиљана Јанковић       |       |
| Ђорђе Јелисић         |       |
| Петар Краљ            |       |
| Стеван Максић         |       |
| Ташко Начић           |       |
| Драган Николић        |       |
| Зоран Радмиловић      |       |
| Миодраг Радовановић   |       |
| Данило Бата Стојковић |       |
| Јосиф Татић           |       |
| Милош Жутић           |       |